# Tonna ampullacea
Tonna ampullacea — вид морских брюхоногих моллюсков из семейства Tonnidae. Бентический тропический вид. Обитает в центральной части Тихого океана, у берегов Филиппин. Безвреден для человека, не является объектом промысла. Охранный статус вида не оценивался.